# Teihorangi Walden
Teihorangi Walden (Nueva Plymouth, 25 de mayo de 1993) es un jugador neozelandés de rugby que se desempeña como centro.

## Carrera
Debutó en la primera de la débil Otago Rugby Football Union, uno de los equipos que compite en la Mitre 10 Cup, en 2013. En 2016 fue contratado por los Highlanders, una de las cinco franquicias neozelandesas del Super Rugby. Juega con ambos equipos desde entonces y es titular de los mismos.

### Selección juvenil
Fue convocado a los Baby Blacks para disputar el Campeonato Mundial de Rugby Juvenil 2013. En el torneo Walden fue suplente, no jugó ningún partido y los neozelandeses obtuvieron la cuarta posición.